# Auguste Mélot
Pour les articles homonymes, voir Mélot.
Augustin Mélot, dit Auguste Mélot, né à Namur le 18 septembre 1871 et décédé au KZ Neuengamme-Hamburg le 11 novembre 1944 , est un homme politique belge, membre de la Ligue démocratique belge.

## Biographie

### Famille
Auguste Mélot est le fils du ministre Ernest Mélot.
Il épouse Madeleine de Collombs, qui meurt jeune. Il se remarie ensuite avec Marguerite Verhaegen, née à Merelbeke le 25 avril 1881 et morte à Ravensbrück en janvier 1945, fille d'Arthur Verhaegen. Ils seront les parents du baron Albert Mélot.

### Carrière politique
Bien qu'appartenant à la haute bourgeoisie namuroise, et même s'il s'était fait construire un château de style xviiie siècle (qui devint le siège du Cercle de Wallonie vers la fin du xxe siècle), Auguste Mélot appartient, comme son beau-père, à l'aile démocrate du parti catholique. Docteur en droit, il est également le fondateur de la Revue Sociale pour l'arrondissement de Namur.
À partir de 1902, il est député catholique de l'arrondissement administratif de Namur et occupe ce mandat jusqu'aux premières élections d'après-guerre en 1919.
En 1914, la construction de son château à Namur est interrompue par la guerre, et ce qui avait déjà été construit sert de colonie pour enfants malades. Mélot part pour l'Argentine, où il devient chargé d'affaires à l'ambassade de Belgique pendant toute la durée de la guerre.
Après la guerre, il reste influent en tant que co-directeur, avec Henri Davignon, du magazine Revue générale.

### Seconde Guerre mondiale et décès
Pendant la Seconde Guerre mondiale, il fait partie du réseau Comète, qui aide les soldats et aviateurs alliés à retourner au Royaume-Uni. Son fils Albert Mélot (1915-2010), qui était à Londres, a été parachuté en Belgique, mais arrêté après avoir été dénoncé. Une action a été entreprise pour le libérer, dans laquelle deux Allemands ont été tués. Les représailles allemandes sont terribles. Auguste, son épouse Marguerite, et ses filles Claire (1910-1998), Madeleine (1909-2001) et Suzanne (1913-1945) sont arrêtés le 15 juillet 1944. Outre le père décédé à Neuengamme, Marguerite et sa fille Suzanne sont décédées à Ravensbrück. Un fils, Jean-Joseph Mélot (1913-1944), est tué au combat par l'Armée secrète.

## Héritage
En reconnaissance des victimes de la famille Mélot, les trois enfants d'Auguste Mélot-Verhaegen sont élevés au rang de la noblesse :
- en 1967, Ernest Mélot (1908-1993), lieutenant de l'Armée secrète, avec le titre de baron ;
- en 1975, Albert Mélot, avec le titre de baron ;
- en 1992, Madeleine Mélot, avec le titre de baronne.

## Publications
- Des impôts sur les valeurs mobilières en France, Gand, 1895.
- Pensions ouvrières, Namur, 1900.
- Les accidents du travail dans l'agriculture, Bruxelles, 1906.
- (it) L'invasione del Belgio. Une guerra injusta e barbara, Rome, 1915.
- Le martyre du clergé belge, Paris, 1915.
- Le Parti catholique en Belgique, Louvain, Éditions Rex, 1934.
- L'évolution du régime parlementaire en Belgique.

## Distinctions
- Grand officier de l'ordre de la Couronne d'Italie